# The St. John Portfolio
The St. John Portfolio è un extended play del rapper statunitense Saint Jhn, pubblicato il 29 maggio 2011

## Tracce
1. Let Me Introduce Myself – 1:44
2. My Right Now – 3:38
3. Water – 3:31
4. No Crescendo – 2:18
5. Breathe Again – 3:49
6. Happy – 3:39
7. Champagne Spillin – 3:39
8. Harder – 3:32
9. We Don't Die – 3:57
10. Look In The Mirror – 3:42
11. Walk Away – 3:30
12. Strings In The Background – 5:02